# Myiopharus dejecta
Myiopharus dejecta là một loài ruồi trong họ Tachinidae.